# Promenade
"Promenade" to piosenka rockowej grupy U2, pochodząca z jej wydanego w 1984 roku albumu, The Unforgettable Fire. Jest to krótki utwór, w którym wyraźnie odczuwalny jest wpływ Vana Morrisona.
Piosenka opowiada zarówno o Irlandii, ojczystym kraju zespołu, jak i Ameryce, w której "zakochał się U2". Świadczą o tym poszczególne wersy utworu, np. "Earth, sky, sea and rain", "Men of straw, snooker hall", "dirt, dry, bone, sand and stone", które wyraźnie odnoszą się do Irlandii, a także "Slide show, sea side town, coca-cola, football, radio", które bez wątpienia mówią o Ameryce. Technika ta, często wykorzystywana przez zespół, oddziałuje na umysł słuchacza, pozwalając mu wyobrażać sobie to, co usłyszy.
"Promenade" nigdy nie została wykonana na żywo ani w całości, ani nawet we fragmentach.
Zespół Calla stworzył własny cover piosenki, który następnie został wydany na albumie Scavengers.